# 巴卡亭III
巴卡亭III（Baccatin III），又名巴卡廷III、浆果赤霉素III，是一种可用作合成紫杉烷类药物的原料的二萜类化合物。
巴卡亭III能从红豆杉的枝条与树叶中分离取得。2000年时研究人员曾报导一种通过将10-去乙酰巴卡亭III-10-O-乙酰转移酶基因转入大肠杆菌生产巴卡亭III的方案。